# 바지

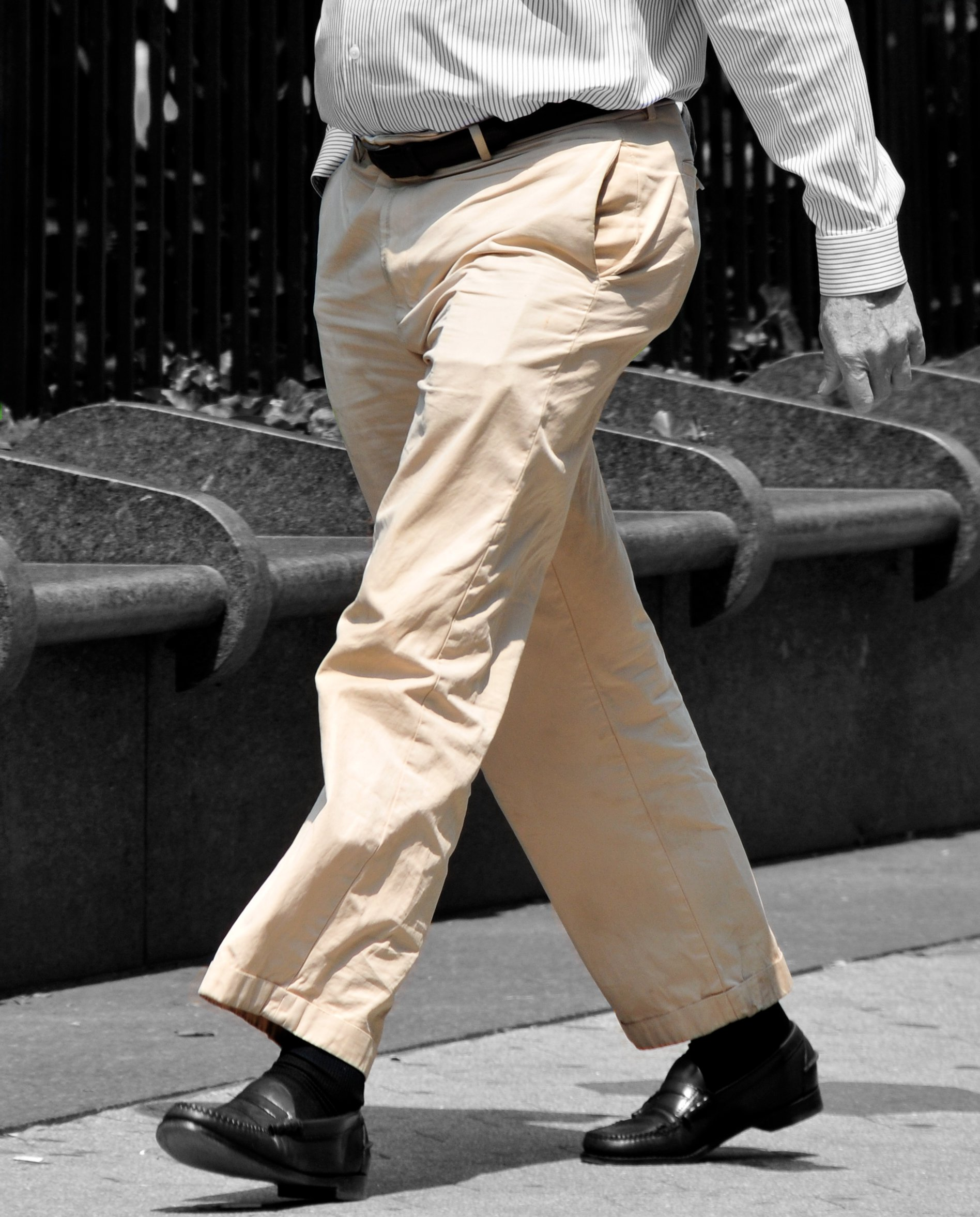
바지를 입은 남성

바지(영어: Trousers)는 몸의 아랫도리에 착용하는 옷의 한 종류로, 다리를 따로 감싸는 것이 특징이며, 남자나 여자 모두 주로 입는다. 양복바지는 보통 남성이 입으며 돌핀팬츠, 레깅스와 같은 바지는 여성이 입는다. 위는 통으로 되고 아래는 두 다리를 꿰는 가랑이가 있는, 아랫도리에 입는 옷이다. 한복 바지는 겹바지와 솜바지로 나뉘며, 위는 통으로 되고 그 밑으로 두 다리를 꿰는 가랑이가 있다. 양복 바지를 이르는 말로는 슬랙스(slacks), 드로어스(drawers), 팬츠(pants)가 있고, 모양이나 옷감에 따라 판탈룬즈, 청바지, 맘보바지, 스키바지 등이 있다. 길이에 따라 반바지, 칠부바지, 긴바지 등으로 나뉜다.

## 역사

### 선사시대
말타-부레티의 시베리아 유적지에서 발견된 조각상에서 볼 수 있듯이 비유적인 예술에서 후기 구석기 시대에 바지를 입었다는 증거가 있다. 건축에 사용되는 직물과 기술은 취약하고 쉽게 분해되므로 고고학 유적지에서 발견되는 유물에는 포함되지 않는 경우가 많다. 알려진 가장 오래된 바지는 양하이(Yanghai) 공동묘지에서 발견되었으며, 중국 서부 신장 자치구 투루판시의 미라에서 추출되었으며 타림 분지 사람들의 것으로 추정된다. 기원전 13세기에서 10세기 사이의 것으로 추정되며 양모로 만들어졌다. 이 바지의 다리 부분은 일자형이었고 가랑이는 넓었으며 승마용으로 제작되었을 가능성이 높다.

### 고대
바지는 기원전 6세기에 페르세폴리스의 암각화와 미술품, 그리고 그리스 민족지에서 말을 타는 유라시아 유목민의 모습을 통해 기록된 역사에 들어간다. 이때 스키타이인, 사르마티아인, 소그드인, 박트리아인 등 이란 민족과 아르메니아인, 흉노/훈누 등 동부 및 중앙아시아 민족이 바지를 입었다고 알려져 있다. 바지는 이러한 초기 사용자 중 성별에 관계없이 착용된 것으로 여겨진다.
고대 그리스인들은 동부 국가들이 입는 바지에 대해 "ἀναξυριδες"(anaxyrides)라는 용어를 사용했고 스키타이인들이 입는 헐렁한 바지에는 "σαράβαρα"(sarabara)라는 용어를 사용했다. 그러나 고대 그리스인들은 "θύλακοι"(thulakoi)라는 단어를 사용하여 우스꽝 스럽다고 생각했기 때문에 바지를 입지 않았다.
공화정 로마는 그리스와 미노아(크레타) 문화의 주름진 옷을 문명의 상징으로 여겼고, 바지를 야만인의 표식으로 여기며 경멸했다. 그러나 로마 제국이 지중해 분지 너머로 확장됨에 따라 바지가 제공하는 더 큰 따뜻함 때문에 바지가 채택되었다. 결국 두 가지 유형의 바지가 로마에서 널리 사용되었다. 꼭 맞고 일반적으로 무릎이나 종아리 중간까지 떨어지는 페미날리아(Feminalia)와 발목이 닫히는 헐렁한 바지인 브라카에(Braccae)에 그것이다. 두 의복 모두 원래 유럽의 켈트족에서 채택되었지만 나중에 페르시아 근동과 튜턴족에 익숙해지면서 수용도가 높아졌다. 페미날리아와 브라카에는 모두 군용 의류로 사용되기 시작하여 나중에 민간 복장으로 확산되었으며 결국 가죽, 양모, 면 및 실크를 포함한 다양한 소재로 만들어졌다.

### 중세 유럽
중세 유럽에서는 특히 남성들이 다양한 디자인의 바지를 입었다. 헐렁한 바지는 비잔티움에서 긴 튜닉 아래 입었고, 고대 후기와 중세 초기에 서로마 제국으로 이주한 게르만 부족과 같은 많은 부족이 입었다. 일반적으로 브레이(brais)라고 불리는 이 시기의 바지는 길이가 다양했으며 종종 소매 끝이 닫혀 있거나 심지어 발 덮개가 부착되어 있는 것도 있었다.
8세기에는 유럽에서 특히 상류층 남성들이 두 겹의 바지를 입었다는 증거가 있다. 핏의 견고함과 다리 길이는 시대, 계층, 지역에 따라 다르다.
샤를마뉴(742~814)는 습관적으로 바지를 입었다고 기록되어 있으며 비잔틴 튜닉은 의례적인 경우에만 입었지만, 과거 로마의 영향과 비잔티움의 사례로 인해 남성의 긴 튜닉 사용이 증가하여 대부분의 옷을 숨겼다. 바지는 보이지 않게 되었고 결국에는 많은 사람들의 속옷이 되었다. 속옷으로서 이 바지는 다양한 중세 겉옷의 길이가 변함에 따라 더 짧아지거나 길어졌으며, 일반적으로 호스 또는 스타킹이라고 불리는 다른 의류에 부착되었다.
15세기 헝가리의 남성복은 속옷으로 입는 셔츠와 바지, 그 위에 입는 짧은 모피 안감이나 양가죽 코트로 구성되었다. 헝가리인들은 일반적으로 단순한 바지를 입는데, 색깔만 특이했다.

### 20세기 이전 유럽
16세기 무렵에는 호스(hose)를 두 부분으로 분리하는 것이 관례가 되었다. 하나는 허리부터 다리 꼭대기 주위에 고정되는 몸통 호스라고 불리는 가랑이까지, 다른 하나는 그 아래에서 발까지 이어졌다. 트렁크 호스(trunk hose)는 곧 허벅지 아래까지 닿아 무릎 아래에 고정되었으며 이제는 여전히 호스 또는 때로는 스타킹이라고 불리는 다리 아래쪽 덮개와 구별하기 위해 일반적으로 "브리치"(breeches)라고 불린다. 16세기 말에는 코드피스(codpiece, 샅에 차는 주머니)가 플라이(fly) 또는 폴 프런트(fall front) 개구부가 특징인 브리치에도 통합되었다.

### 중세 한국
한국어에서 바지(파지바지)라는 단어는 기록상 15세기 초쯤에 처음 등장하지만 한국 사회에서는 바지가 한동안 사용되었을 수도 있다. 적어도 이때부터 한국에서는 남녀 모두 바지를 입었다. 남성은 바지를 겉옷으로 입거나 치마 안에 입는 반면, 성인 여성이 치마를 덮지 않고 바지(속옷)를 입는 것은 이례적이었다. 유럽에서와 마찬가지로 안감이 없는 고의(남성용 여름 홑바지)부터 패딩 처리된 솜바지에 이르기까지 지역, 시대, 연령 및 성별 그룹을 정의하기 위해 다양한 스타일이 등장했다.

## 같이 보기
- 바지 (한복)
- 반바지
- 청바지
- 풍차바지
- 치마